# Последовательность Рудина — Шапиро
Последовательность Рудина — Шапиро, также известная как последовательность Голея — Рудина — Шапиро — это бесконечная последовательность, названная в честь Марсела Голея, Уолта Рудина и Гарольда Шапиро, которые независимо исследовали её свойства.

## Определение
Каждый член последовательности Рудина-Шапиро — либо +1, либо −1. Член последовательности с номером n, {\displaystyle b_{n}}, определяется по следующим правилам:
{\displaystyle a_{n}=\sum _{i}\varepsilon _{i}\varepsilon _{i+1}}
{\displaystyle b_{n}=(-1)^{a_{n}}},
где {\displaystyle \varepsilon _{i}} — цифры двоичной записи n. Иначе говоря, {\displaystyle a_{n}} — число (возможно, пересекающихся) подстрок 11 в двоичном представлении n, а {\displaystyle b_{n}} есть +1, если {\displaystyle a_{n}} четно, и −1 иначе.
Например, {\displaystyle a_{6}=1,b_{6}=-1}, поскольку в двоичной записи числа 6 (110) 11 встречается один раз; {\displaystyle a_{7}=2,b_{7}=+1}, так как в двоичной записи числа 7 (111) 11 встречается два раза (с пересечениями): 111 и 111.
Начиная с {\displaystyle n=0}, числа {\displaystyle a_{n}} образуют последовательность:
0, 0, 0, 1, 0, 0, 1, 2, 0, 0, 0, 1, 1, 1, 2, 3, … (последовательность A014081 в OEIS)
Соответствующие члены {\displaystyle b_{n}} последовательности Рудина — Шапиро:
+1, +1, +1, −1, +1, +1, −1, +1, +1, +1, +1, −1, −1, −1, +1, −1, … (последовательность A020985 в OEIS)

## Свойства
Последовательность Рудина — Шапиро может быть сгенерирована конечным автоматом с четырьмя состояниями.
Значения {\displaystyle a_{n}} и {\displaystyle b_{n}} в последовательности Рудина — Шапиро могут быть найдены рекурсивно следующим образом:
Если {\displaystyle n=m\cdot 2^{k}}, где m — нечётное, то
{\displaystyle a_{n}={\begin{cases}a_{(m-1)/4}&{\text{if }}m\equiv 1{\pmod {4}}\\a_{(m-1)/2}+1&{\text{if }}m\equiv 3{\pmod {4}}\end{cases}}}
{\displaystyle b_{n}={\begin{cases}b_{(m-1)/4}&{\text{if }}m\equiv 1{\pmod {4}}\\-b_{(m-1)/2}&{\text{if }}m\equiv 3{\pmod {4}}\end{cases}}}
Таким образом, {\displaystyle a_{108}=a_{13}+1=a_{3}+1=a_{1}+2=a_{0}+2=2}, что может быть проверено непосредственно (двоичное представление числа 108, 1101100, содержит 11 в качестве подстроки дважды). Следовательно, {\displaystyle b_{108}=(-1)^{2}=+1}.
Слово Рудина-Шапиро {\displaystyle +1+1+1-1+1+1-1+1+1+1+1-1-1-1+1-1\ldots }, получающееся конкатенацией членов последовательности Рудина — Шапиро — неподвижная точка для замены подстрок по следующим правилам:
{\displaystyle +1+1\to +1+1+1-1}
{\displaystyle +1-1\to +1+1-1+1}
{\displaystyle -1+1\to -1-1+1-1}
{\displaystyle -1-1\to -1-1-1+1}
Действуя по этим правилам, получаем:
{\displaystyle +1+1\to +1+1+1-1\to +1+1+1-1+1+1-1+1\to +1+1+1-1+1+1-1+1+1+1+1-1-1-1+1-1\ldots }
Из правил замены очевидно, что в последовательности Рудина — Шапиро {\displaystyle +1} может встречаться не более четырех, а {\displaystyle -1} — не более пяти раз подряд.
Можно показать, что значения последовательности частичных сумм последовательности Рудина — Шапиро,
{\displaystyle s_{n}=\sum _{k=0}^{n}b_{k}\,,}
1, 2, 3, 2, 3, 4, 3, 4, 5, 6, 7, 6, 5, 4, 5, 4, … (последовательность A020986 в OEIS)
удовлетворяют неравенству
{\displaystyle {\sqrt {\frac {3n}{5}}}<s_{n}<{\sqrt {6n}}{\text{ for }}n\geq 1.}